# امید آهنگر
امید آهنگر (زاده ۳ مهر ۱۳۵۸ در تهران)، بازیگر اهل ایران است. او بازیگری را از سال ۱۳۶۲ آغاز کرد و سال بعد برای بازی در سریال علی کوچولو دعوت شد. آهنگر فارغ‌التحصیل از هنرستان صدا و سیما و فارغ‌التحصیل رشته کارشناسی ادبیات دراماتیک از دانشگاه آزاد است. نخستین تجربه سینمایی آهنگر فیلم «تحفه‌ها» در سال ۱۳۶۶ بوده‌است. وی برادر بزرگتر کاوه آهنگر بازیگر سینما و تلویزیون است.

## بازیگری
برخی ار فیلم‌ها و مجموعه‌های تلویزیونی که امید آهنگر در آن‌ها بازی کرده‌است.
- عیددیدنی (۱۳۶۱)
- بچه‌ی مردم (۱۳۶۲)
- علی کوچولو(۱۳۶۳)

- بهترین بابای دنیا (۱۳۷۰)
- راز چشمه سرخ (۱۳۷۰)
- علی و غول جنگل (۱۳۶۹)
- شنگول و منگول (۱۳۶۸)
- تحفه‌ها (۱۳۶۶)
- شرایط عینی(۱۳۶۶)
- حریم مهرورزی (۱۳۶۵)
- اسلحه چوبی (۱۳۶۶)
- دو مرغابی در مه (۱۳۶۶)
- چشم چشم دو ابرو (۱۳۶۵)
- گل یاس(۱۳۶۵)
- مداد پاک کن (۱۳۶۶)
- همسایه‌ها (۱۳۶۶)
- تپلی (۱۳۶۷)
- غبار مرگ (۱۳۶۷)
- ایستادن در باد (۱۳۶۸)
- عزیزخانوم (۱۳۶۹)
- ماجرا[۴] (۱۳۷۰)
- داستان گاز (۱۳۷۱)
- خاطره‌ها (۱۳۷۳)
- حوادث (۱۳۷۳)
- بافته‌های رنج (۷۷–۱۳۷۶)

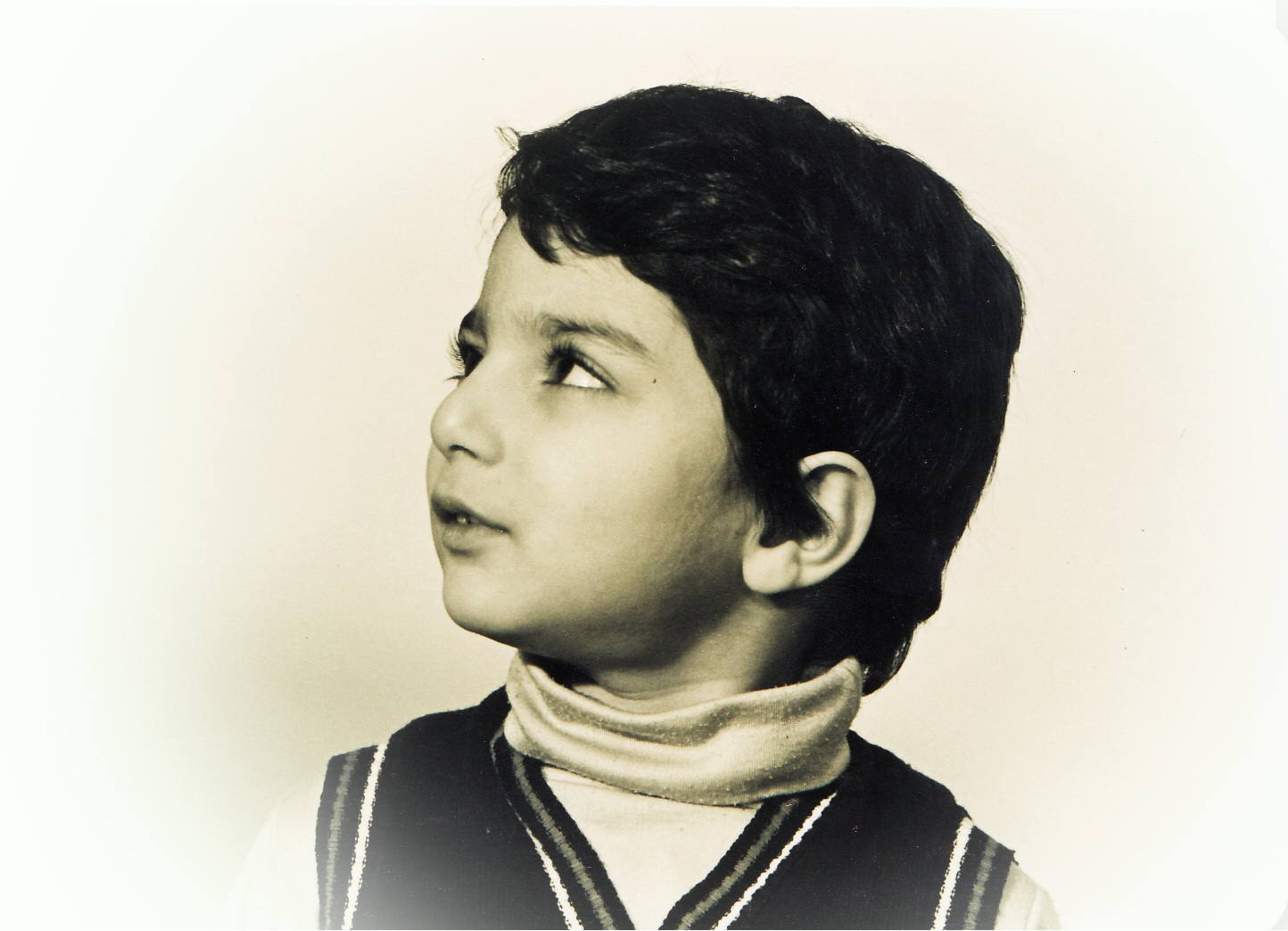
امید آهنگر در سریال علی کوچولو

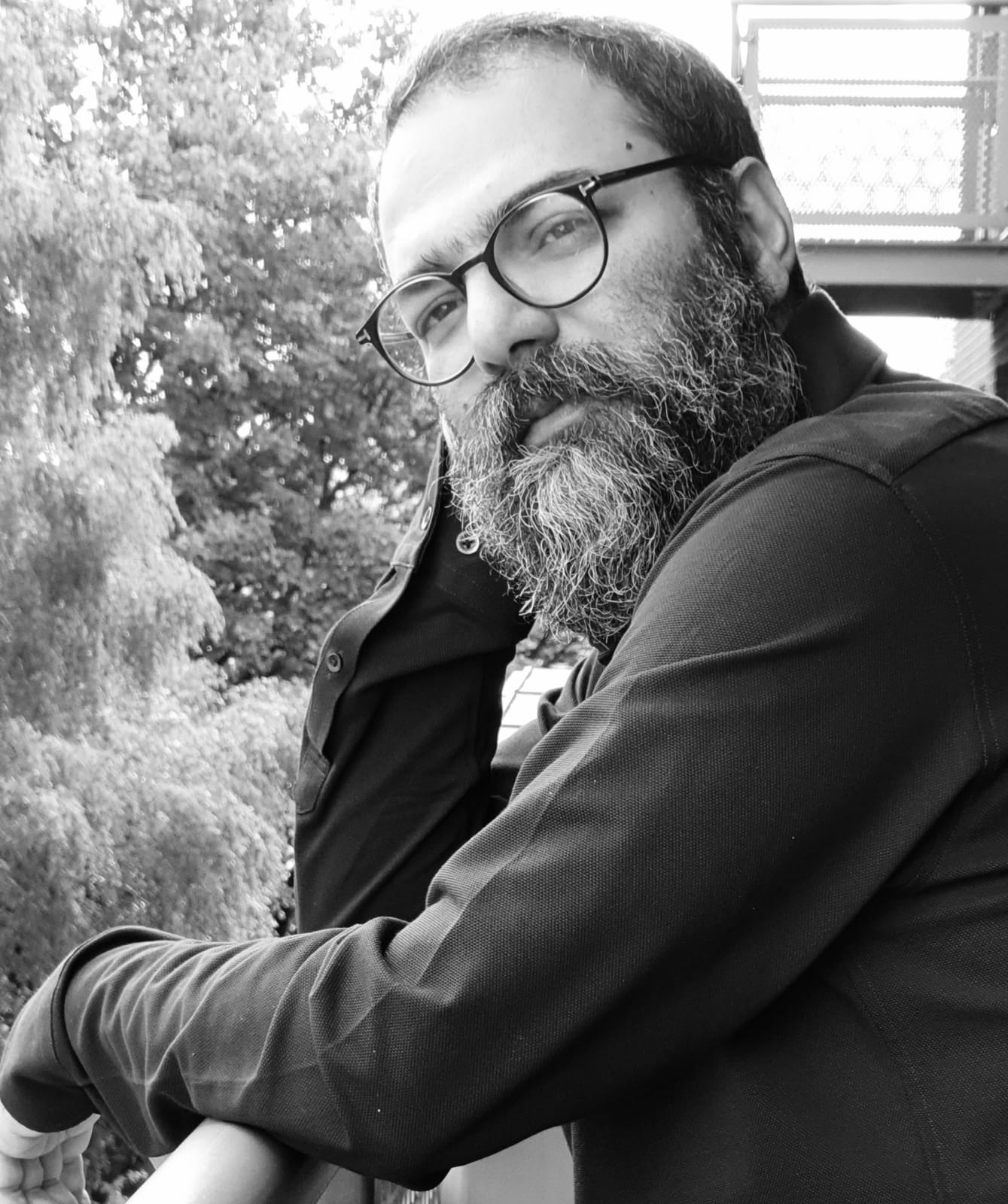
Omid A

- زیر گنبد کبود (مجموعه تلویزیونی ۱۳۷۴)
- شب چراغ (مجموعه تلویزیونی) (۹–۱۳۷۸)
- ماه و خورشید (۱۳۷۹)
- هم پیمان  (۱۳۷۹)
- خواستگاری پرماجرا (۱۳۷۹)
- روزهای آخر (۱۳۸۰)
- زاویه (۱۳۸۰)
- عکس دسته جمعی (۱۳۸۰)
- توپ گرد (۱۳۸۱)
- خانه مهر (۱۳۸۱)
- مسافر زمان (مجموعه تلویزیونی) (۱۳۸۲)
- دایره تردید (۱۳۸۲)
- روزگار سپری شده (۱۳۸۲)
- آهوی ماه نهم (۱۳۸۳)
- فصل زرد (۱۳۸۲)
- راز و نیاز (۱۳۸۳)
- باران رحمت (۱۳۸۳)
- پنجمین نفر (۱۳۸۳)
- واپسین کوچ (۱۳۸۴)
- آفتاب سرد (۱۳۸۴)
- سر عشق (۱۳۸۵)
- بوتیمار (۱۳۸۵)
- آینه (۱۳۸۵)
- گام آخر (۱۳۸۵)
- حضور (۱۳۸۶)
- خط‌شکن(۱۳۸۶)
- گلستان در آتش (۱۳۸۶)
- دهخدا (۱۳۸۶)
- اینم یه جورشه (۱۳۸۶)
- بلندیهای برف گیر (۱۳۸۶)
- شیب تند (۱۳۸۷)
- شب سرباز (۱۳۸۷)
- خط باریک (۱۳۸۷)
- دفتر دار (۱۳۸۷)
- طلوع (۱۳۸۷)
- تا حضور (۱۳۸۸)
- دنا (۱۳۸۹)[۵]
- بازگشت (۱۳۸۸)
- نشانی (۱۳۸۸)

## تئاتر و تله تئاتر

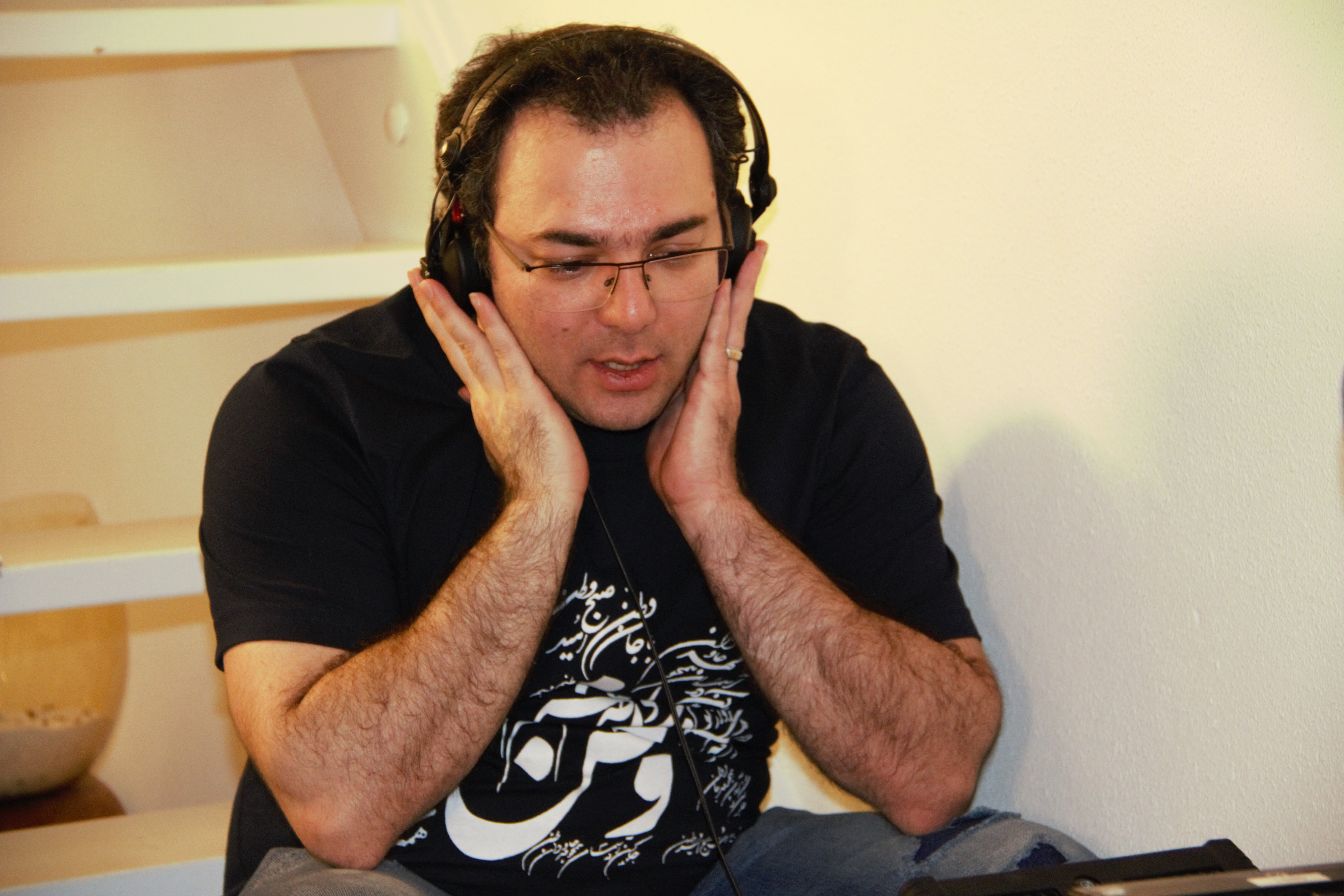
OmidAhangar

- اسلحه چوبی (۱۳۶۴)
- دو مرغابی در مه (۱۳۶۶)
- گل یاس (۱۳۶۵)
- برخورد اول (۱۳۷۴)
- محبس (۱۳۷۵)
- آتقی و شهر خیال (۱۳۷۶)
- پهلوان اکبر نمی‌میرد (۱۳۷۷)
- به من میگن مکنا (۱۳۷۸)
- درفش کاویان (۱۳۷۹)
- بازگشت به مدار ۴۵ درجه (۱۳۷۹)
- سه جلد (۱۳۸۸)

## کارگردانی و تهیه کنندگی
- روزنه‌ی امید (۱۳۷۷)
- تضاد (۱۳۷۹)
- تاوان (۲۰۱۰)
- انتظار (۲۰۱۱)
- فقط یه آرزو (۲۰۱۲)
- ایستگاه آخر (۲۰۱۳)
- سریال خانه امن (۲۰۱۴)
- نقاشک (۲۰۱۵)
- سریال باتلاق (۲۰۱۵)
- سریال کمیکراسی (۲۰۱۷)
- بچه که بودیم (۲۰۱۹)
- برگی از دفتر من (۲۰۲۰)
- مجموعه دریچه (۲۰۲۱)
- شهر فرنگ (۲۰۲۲)
- روز-داخلی-سینما(۲۰۲۴-۲۰۲۲)
- مجموعه چی چجوری درست میشه (۲۰۲۳)